# Coupe Mitropa 1931
Navigation
Édition précédente Édition suivante
La Coupe Mitropa 1931 est la cinquième édition de la Coupe Mitropa. Elle est disputée par huit clubs provenant de quatre pays européens. La compétition est remportée par le First Vienna FC 1894, qui bat en finale le Wiener AC, cinq buts à trois.

## Compétition
Les matchs des quarts, des demies et la finale sont en format aller-retour. 

### Quarts-de-finale
| Équipe 1             | Résultat | Équipe 2         | Aller | Retour |
| -------------------- | -------- | ---------------- | ----- | ------ |
| First Vienna FC 1894 | 7-0      | Bocskai SC       | 3-0   | 4-0    |
| SK Slavia Prague     | 2-3      | AS Roma          | 1-1   | 1-2    |
| Wiener AC            | 6-4      | MTK Budapest FC  | 5-1   | 1-3    |
| Juventus FC          | 2-2      | AC Sparta Prague | 2-1   | 0-1    |

#### Match rejoué
| Équipe 1    | Résultat | Équipe 2         |
| ----------- | -------- | ---------------- |
| Juventus FC | 2-3      | AC Sparta Prague |

### Demi-finales
| Équipe 1             | Résultat | Équipe 2  | Aller | Retour |
| -------------------- | -------- | --------- | ----- | ------ |
| First Vienna FC 1894 | 6-3      | AS Rome   | 3-2   | 3-1    |
| AC Sparta Prague     | 6-6      | Wiener AC | 3-2   | 3-4    |

#### Match rejoué
| Équipe 1         | Résultat | Équipe 2  |
| ---------------- | -------- | --------- |
| AC Sparta Prague | 0-2      | Wiener AC |

### Finale
La finale se déroule sur deux matchs : le 8 novembre 1931 et le 12 novembre 1931.
| Équipe 1             | Résultat | Équipe 2  | Aller | Retour |
| -------------------- | -------- | --------- | ----- | ------ |
| First Vienna FC 1894 | 5-3      | Wiener AC | 3-2   | 2-1    |